# マーキュリー・セブン (テレビドラマ)
『マーキュリー・セブン』（原題: The Right Stuff、ザ・ライト・スタッフ）は、2020年から配信されているアメリカ合衆国のテレビドラマシリーズ。トム・ウルフによる1979年のドキュメンタリー小説「ザ・ライト・スタッフ」及び1983年のアメリカ映画『ライトスタッフ』を原作とする歴史ドラマで、マーキュリー計画に抜擢された7人の宇宙飛行士マーキュリー・セブンの姿を描く。出演はパトリック・J・アダムス、ジェイク・マクドーマン、コリン・オドナヒューなど。アメリカでは2020年10月9日にDisney+オリジナル作品として配信が開始された。日本では一週遅れの10月16日にDisney+で配信が開始された。

## あらすじ
アメリカ合衆国初の有人宇宙飛行であるマーキュリー計画に、7人の宇宙飛行士が抜擢される。国家の威信をかけたプロジェクトを前に、彼らとその家族には大きな重圧がのしかかっていた。

## キャスト

### メイン
アラン・シェパード
演 - ジェイク・マクドーマン
ガス・グリソム
演 - マイケル・トロッター
ジョン・ハーシェル・グレン
演 - パトリック・J・アダムス
スコット・カーペンター
演 - ジェームズ・ラファティ
ウォルター・シラー
演 - アーロン・スタトン
ゴードン・クーパー
演 - コリン・オドナヒュー
ドナルド・スレイトン
演 - マイカ・ストック
Louise Shepard
演 - シャノン・ルシオ
Annie Glenn
演 - ノラ・ゼヘットナー
Trudy Cooper
演 - エロイーズ・マンフォード
Loudon Wainwright Jr.
演 - ジョシュ・クック
Bob Gilruth
演 - パトリック・フィッシュラー
Chris Kraft
演 - エリック・ラディン

## エピソード
| シーズン | シーズン | 話数 | 話数 | 放送期間      | 放送期間       |
| シーズン | シーズン | 話数 | 話数 | 初回放送      | 最終回放送     |
| -------- | -------- | ---- | ---- | ------------- | -------------- |
|          | 1        | 8    | 8    | 2020年10月9日 | 2020年11月20日 |

## 製作
2017年7月25日、ナショナルジオグラフィックがアッピアン・ウェイ・プロダクションズ及びワーナー・ホライズン・テレビジョンと提携し、本作の映像化権を取得することが発表された。エグゼクティブ・プロデューサーには、レオナルド・ディカプリオやジェニファー・ダヴィソンが名を連ねた。
2019年2月10日、テレビ批評家協会の冬のプレスツアーで、ナショナルジオグラフィックがシリーズを正式に発注したことが発表された。
Disney+の運営会社であるウォルト・ディズニー・カンパニーは本作品をシーズン1で打ち切ることを決定したと2021年4月に報じられた。Disney+のシリーズ作品が打ち切られるのは今回が初めてのケースとなる。作品を制作しているワーナー・ブラザース・テレビジョンは配給権をワーナー系の定額制動画配信サービスであるHBO Maxなどに移管した上での制作継続を模索している。
2023年5月、ウォルト・ディズニー・カンパニーは動画配信事業における赤字を削減するため、一部作品の配信を今後取り止めることを表明。同月に配信打ち切り予定作品のリストが社内に公開され、本作品もその対象に入っていることが報じられた。その後、同月26日以降に対象作品が一斉削除された。

## 評価

### 批評
本作のシーズン1は批評集積サイトのRotten Tomatoesに22件のレビューがあり、批評家支持率は54%、平均点は10点満点で7.4点となっている。また、Metacriticには42件のレビューがあり、加重平均値は60/100となっている。